# نهائيات دوري الأمم الأوروبية 2025
نهائيات دوري الأمم الأوروبية 2025 (بالإنجليزية: 2025 UEFA Nations League Finals) هو البطولة الختامية لنسخة دوري الأمم الأوروبية 2024–25، التي تُعدّ الموسم الرابع من هذه المسابقة الدولية التي ينظمها الاتحاد الأوروبي لكرة القدم (يويفا)، وتُشارك فيها المنتخبات الوطنية للرجال التابعة للاتحادات الـ55 الأعضاء في اليويفا. من المقرّر إقامة النهائيات في ألمانيا خلال الفترة من 4 إلى 8 يونيو 2025، بمشاركة أربعة منتخبات هي الفائزة في مباريات ربع النهائي من دوري الأمم الأوروبية – المستوى أ. تتكوّن البطولة من مباراتي نصف نهائي، تليهما مباراة تحديد المركز الثالث، والنهائي الذي سيُتوّج بطله بلقب دوري الأمم الأوروبية.
يحمل منتخب إسبانيا لقب النسخة السابقة، بعد تتويجه ببطولة 2023، فاز البرتغال بالنهائي ضد إسبانيا بركلات الترجيح، بعد انتهاء الوقت الأصلي بالتعادل 2–2 بعد الوقت الإضافي، ليحصد لقبه الثاني في دوري الأمم الأوروبية.

## نظام البطولة
من المقرّر إقامة نهائيات دوري الأمم الأوروبية في يونيو 2025، بمشاركة أربعة منتخبات هي الفائزة في دور ربع النهائي من المستوى الأول (دوري أ)، وهي المرحلة التي أُضيفت لأول مرة في نسخة 2024–25.
تُقام مباريات النهائيات على مدى خمسة أيام، بنظام الإقصاء المباشر من مباراة واحدة، وتشمل مباراتين في نصف النهائي يومي 4 و5 يونيو (تُشارك الدولة المستضيفة في المباراة الأولى)، تليها مباراة تحديد المركز الثالث والمباراة النهائية يوم 8 يونيو 2025، أي بعد ثلاثة أيام من نصف النهائي الثاني. وقد جرى تحديد مواجهات نصف النهائي عبر قرعة مفتوحة. سوف تُستخدم في جميع مباريات البطولة تقنية خط المرمى وحكم الفيديو المساعد.
وفي حال انتهاء الوقت الأصلي بالتعادل، يُتبع النظام الآتي:
- في مباراتي نصف النهائي والنهائي: يُلعب وقتان إضافيان مدتهما 30 دقيقة، وإن استمر التعادل، يُحسم اللقاء عبر ركلات الترجيح.
- في مباراة تحديد المركز الثالث: لا يُلعب وقت إضافي، ويتم اللجوء مباشرة إلى ركلات الترجيح لتحديد الفائز.

## الفرق المتأهلة
تأهل إلى نهائيات دوري الأمم الأوروبية 2025 أربعة منتخبات، هي الفائزة في دور ربع النهائي من المستوى الأول (دوري أ). وقد نجحت جميع المنتخبات الثلاثة التي توجت سابقًا باللقب في حجز مقاعدها في هذه النسخة، لتنضم إليها ألمانيا بصفتها الدولة المضيفة، في أول مشاركة لها في النهائيات.
| المتأهلون من ربع النهائي | تاريخ التأهل | مشاركات سابقة في النهائيات | أفضل أداء في المشاركات السابقة | تصنيف دوري الأمم نوفمبر 2024 | تصنيف الفيفا أبريل 2025 |
| ------------------------ | ------------ | -------------------------- | ------------------------------ | ---------------------------- | ----------------------- |
| إسبانيا                  | 23 مارس 2025 | 2 (2021، 2023)             | بطل (2022–23)                  | 1                            | 2                       |
| فرنسا                    | 23 مارس 2025 | 1 (2021)                   | بطل (2020–21)                  | 4                            | 3                       |
| البرتغال                 | 23 مارس 2025 | 1 (2019)                   | بطل (2018–19)                  | 3                            | 7                       |
| ألمانيا (مضيف)           | 23 مارس 2025 | 0 (أول مشاركة)             | المركز الثامن (2020–21)        | 2                            | 10                      |

1. ↑  الخط المائل يشير إلى المضيف في ذاك العام.

## اختيار البلد المضيف
لم يكن من الممكن تحديد هوية المنتخبات الأربعة المتأهلة إلى النهائيات إلا في 23 مارس 2025، نظرًا لاعتماد مرحلة ربع النهائي في النسخة الحالية، أي قبل موعد البطولة بشهرين تقريبًا. وبناءً عليه، قامت اليويفا بمراجعة آلية تقديم العروض لاستضافة النهائيات، مقارنةً بالنسخ السابقة. فقد طُلب من جميع المنتخبات المشاركة في دوري المستوى الأول (دوري أ)، التي تمتلك ملاعب تفي بالمعايير المطلوبة، تقديم عروض رسمية لاستضافة البطولة. أوكلت اللجنة التنفيذية في اليويفا مهمة تحديد زوج من المنتخبات المتقابلة في ربع النهائي ممن تتوفر لديهما القدرة على استضافة البطولة بعد انتهاء دور المجموعات، على أن يُمنح الفائز من هذا الثنائي حق الاستضافة تلقائيًا. كما أُتيح للاتحادات الوطنية من خارج دوري أ تقديم عروض لاستضافة البطولة على أن يكونوا مضيف محايد، مع الأخذ بعين الاعتبار تلك العروض فقط في حال عدم قدرة أي من المنتخبات المشاركة على توفير الضمانات اللوجستية والفنية المطلوبة.
وقد اشترط اليويفا أن تُقام البطولة في ملعبين من التصنيف الرابع، بسعة صافية لا تقل عن 30،000 متفرج لكل منهما (مع إمكانية بعض المرونة في شرط الملعب الثاني). ويُفضل أن لا تفصل بين الملعبين مسافة تتجاوز 150 كيلومترًا، أو ما يعادل ساعتين بالحافلة. وفي حال استضافة أحد المنتخبات المشاركة للبطولة، يجب أن يُخصص الملعب الأكبر لاحتضان المباراة الأولى في نصف النهائي (التي تضم المنتخب المضيف)، بالإضافة إلى المباراة النهائية.

#### الجدول الزمني لتقديم العروض:
- 18 يناير 2024: توجيه الدعوة الرسمية لتقديم العروض.
- 15 مايو 2024 (12:00 بتوقيت وسط أوروبا الصيفي): الموعد النهائي لتسجيل نية الترشح (غير ملزمة) وتحديد الملاعب المفضلة.
- 4 سبتمبر 2024: توفير المتطلبات الفنية لتقديم العروض للاتحادات الراغبة.
- 23 أكتوبر 2024: الموعد النهائي لتقديم ملفات الترشح الرسمية.
- 16 ديسمبر 2024: تعيين الدولة المضيفة من قبل اللجنة التنفيذية في اليويفا.

اختارت اللجنة التنفيذية في اليويفا الفائز من مواجهة ربع النهائي الرابعة بين ألمانيا وإيطاليا مستضيفًا محتملًا للبطولة في 16 ديسمبر 2024. حصلت ألمانيا رسميًا على حق استضافة نهائيات دوري الأمم الأوروبية 2025 في 23 مارس 2025، بعد فوزها في المواجهة.

## الملاعب
ستُقام مباريات البطولة في ملعب أليانز أرينا بمدينة ميونخ، الذي سيستضيف مباراة نصف النهائي الخاصة بألمانيا بالإضافة إلى المباراة النهائية، وفي ملعب إم إتش بي أرينا بمدينة شتوتغارت، الذي سيستضيف نصف النهائي الآخر ومباراة تحديد المركز الثالث.
ولو كانت إيطاليا قد نالت حق الاستضافة، لاحتضنت مدينة تورينو جميع مباريات البطولة، حيث كانت الخطة تقضي بإقامة نصف النهائيين والنهائي على أرض ملعب يوفنتوس، في حين كان من المقرر أن تُقام مباراة تحديد المركز الثالث على ملعب أولمبيكو غراندي تورينو.
| أليانز أرينا    |
| السعة: 66،000   |
|                 |
| شتوتغارت        |
| إم إتش بي أرينا |
| السعة: 51،000   |
|                 |

## القرعة
أُجريت قرعة تحديد مواجهات نصف النهائي في 22 نوفمبر 2024، عند الساعة 12:00 ظهرًا بتوقيت وسط أوروبا، في مقر اليويفا بمدينة نيون السويسرية، وذلك بالتزامن مع قرعة ربع نهائي دوري الأمم – المستوى الأول، ومواجهات الصعود والهبوط بين المستويات. استُخدمت رموز بديلة لتمثيل المنتخبات المتأهلة عن كل من ربع النهائي 1 حتى 4 نظرًا لعدم إقامة مباريات الدور ربع النهائي حتى مارس 2025. وقد حُددت مواجهات نصف النهائي من خلال قرعة مفتوحة، حيث خُصص المنتخبين اللذين سُحبت كرتاهما أولًا "منتخبات مضيفة إدارية" لكل من المباراتين، فيما تقرر أن يكون المنتخبان التاليان في السحب هما "الضيوف الإداريون". وُضع المنتخب المُضيف للبطولة تلقائيًا في نصف النهائي الأول بصفته الفريق المضيف إداريًا لأغراض الجدولة. كما جرى تحديد المضيف الإداري لمباراتي تحديد المركز الثالث والنهائي سلفًا، بحيث يكونان المنتخبان المتأهلان عن نصف النهائي الأول.

## القوائم
يتعين على كل منتخب وطني مشارك في البطولة أن يُقدّم قائمة مكوّنة من 23 إلى 26 لاعبًا، بينهم ثلاثة حراس مرمى على الأقل، وذلك قبل موعد المباراة الافتتاحية للبطولة بمدة لا تقل عن سبعة أيام. يُسمح باستبدال لاعب بآخر من خارج القائمة الأصلية في حال تعرض أحد اللاعبين لإصابة أو مرض خطير يحول دون مشاركته في البطولة قبل خوض منتخبه أولى مبارياته.

## جدول المباريات
|  | نصف النهائي        | نصف النهائي |                            |       | النهائي | النهائي |
|  |                    |             |                            |       |         |         |
|  | 4 يونيو – ميونخ    |             |                            |       |         |         |
|  |                    |             |                            |       |         |         |
|  | ألمانيا            | 1           |                            |       |         |         |
|  | ألمانيا            | 1           | 8 يونيو – ميونخ            |       |         |         |
|  | البرتغال           | 2           |                            |       |         |         |
|  | البرتغال           | 2           | البرتغال                   | 2 (5) |         |         |
|  | 5 يونيو – شتوتغارت |             | البرتغال                   | 2 (5) |         |         |
|  |                    | إسبانيا     | 2 (3)                      |       |         |         |
|  | إسبانيا            | إسبانيا     | 2 (3)                      | 5     |         |         |
|  | إسبانيا            |             |                            | 5     |         |         |
|  | فرنسا              | 4           |                            |       |         |         |
|  | فرنسا              | 4           | مباراة تحديد المركز الثالث |       |         |         |
|  |                    |             |                            |       |         |         |
|  | 8 يونيو – شتوتغارت |             |                            |       |         |         |
|  |                    |             |                            |       |         |         |
|  | ألمانيا            | 0           |                            |       |         |         |
|  | ألمانيا            | 0           |                            |       |         |         |
|  | فرنسا              | 2           |                            |       |         |         |

جميع التواقيت بتوقيت توقيت وسط أوروبا الصيفي (ت ع م+02:00).

## نصف النهائي

### ألمانيا ضد البرتغال
| ألمانيا     | 1–2   | البرتغال                     |
| ----------- | ----- | ---------------------------- |
| - فيرتز 48' | تقرير | - كونسيساو 63' - رونالدو 68' |

| ألمانيا | البرتغال |

| الحكم المساعد: توماس كلانشينك (سلوفينيا) آندراش كوفاشيتش (سلوفينيا) الحكم الرابع: ماتي يوغ (سلوفينيا) حكم الفيديو: ألين بوروشاك (سلوفينيا) مساعد حكم الفيديو: رادي أوبرينوفيتش (سلوفينيا) |

### إسبانيا ضد فرنسا
| إسبانيا                                                         | 5–4   | فرنسا                                                                 |
| --------------------------------------------------------------- | ----- | --------------------------------------------------------------------- |
| - ويليامز 22' - ميرينو 25' - يامال 54' (ركلة.)، 67' - بيدري 55' | تقرير | - مبابي 59' (ركلة.) - شرقي 79' - فيفيان 84' (ه.ذ.) - كولو مواني 90+3' |

| إسبانيا | فرنسا |

| رجل المباراة: لامين يامال (إسبانيا) الحكم المساعد: ستيورات بيرت (إنجلترا) جيمس مينويرينغ (إنجلترا) الحكم الرابع: أندرلو مادلي (إنجلترا) حكم الفيديو: جاريد جيليت (إنجلترا) مساعد حكم الفيديو: مايكل ساليسبوري (إنجلترا) |

## مباراة تحديد المركز الثالث
| ألمانيا | 0–2   | فرنسا                   |
| ------- | ----- | ----------------------- |
|         | تقرير | - مبابي 45' - أوليز 84' |

| ألمانيا | فرنسا |

## النهائي
| البرتغال                                          | 2–2 (ب.و.إ.) | إسبانيا                           |
| ------------------------------------------------- | ------------ | --------------------------------- |
| - مينديش 26' - رونالدو 61'                        | تقرير        | - زوبيميندي 21' - أويارزابال 45'  |
| ركلات الترجيح                                     |              |                                   |
| - راموس - فيتينيا - فيرنانديز - مينديش - ر. نيفيز | 5–3          | - ميرينو - باينا - إيسكو - موراتا |

| البرتغال | إسبانيا |

| GK               | 1  | ديوغو كوستا        |
| RB               | 15 | جواو نيفيز         |
| CB               | 3  | روبن دياز          |
| CB               | 14 | غونسالو إيناسيو    |
| LB               | 25 | نونو مينديز        |
| CM               | 10 | برناردو سيلفا      |
| CM               | 23 | فيتينيا            |
| RW               | 20 | بيدرو نيتو         |
| AM               | 8  | برونو فيرنانديز    |
| LW               | 26 | فرانشيسكو كونسيساو |
| CF               | 7  | كريستيانو رونالدو  |
| المدرب:          |    |                    |
| روبيرتو مارتينيز |    |                    |

| GK                | 23 | أوناي سيمون      |
| RB                | 14 | أوسكار مينجويزا  |
| CB                | 3  | روبين لو نورماند |
| CB                | 12 | دين هاوسن        |
| LB                | 24 | مارك كوكورييا    |
| CM                | 20 | بيدري            |
| CM                | 18 | مارتن زوبيميندي  |
| CM                | 8  | فابيان رويز      |
| RF                | 19 | لامين يامال      |
| CF                | 21 | ميكيل أويارزابال |
| LF                | 11 | نيكو ويليامز     |
| المدرب:           |    |                  |
| لويس دي لا فوينتي |    |                  |

| رجل المباراة: نونو مينديش (البرتغال) الحكام المساعدون: ستيفان دي ألميدا (سويسرا) جوناس إرني (سويسرا) الحكم الرابع: سردار غوزوبويوك (هولندا) حكم الفيديو المساعد: فيداي سان (سويسرا) |

## روابط خارجية
- الموقع الرسمي

1. ↑  مباراة ألمانيا ضد البرتغال، والتي كان من المقرر أصلا أن تكون في الساعة 21:00، تأخرت المباراة لمدة عشر دقائق بسبب سوء الأحوال الجوية التي أثرت على عمليات الإحماء التي قامت بها الفرق.[15]